# Zuia
Zuia – gmina w Hiszpanii, w prowincji Araba, w Kraju Basków, o powierzchni 122,49 km². W 2011 roku gmina liczyła 2439 mieszkańców.